# Hopfenblattlaus
Die Hopfenblattlaus (Phorodon humuli) ist eine Blattlausart, die vor allem die Hanfgewächse Hopfen (Humulus lupus) und Hanf, aber auch andere Nutzpflanzen befällt.

## Lebensweise
Die Hopfenblattlaus überwintert auf der Pflaume, Zwetschge oder Schlehe. Ende März schlüpft dort die Stammmutter und bleibt auf dem Baum, da sie ungeflügelt ist. Ab der zweiten Generation treten sehr viele geflügelte Tiere auf und fliegen zum Hopfen. In der Regel wachsen Sommer- und Winterwirt in räumlicher Nähe zueinander, bei günstigen Flugbedingungen können die Blattläuse aber auch Strecken von mehreren Kilometern zurücklegen. Diese geflügelte Form der Hopfenblattlaus wird auch Aphisfliege genannt. Auf dem Sommerwirt Hopfen setzen die geflügelten Blattläuse Larven ab, welche bereits nach zehn Tagen erwachsen und gebärfähig sind, welche dann wiederum durchschnittlich fünf Larven pro Tag absetzen. So entstehen acht bis zehn ungeflügelte Generationen durch Parthenogenese (Jungfernzeugung). Unter geeignete Umweltbedingungen, vorzugsweise warme und feuchte Witterung, kann es zur Massenvermehrung kommen. All das spielt sich auf der Blattunterseite ab, zunächst überwiegend auf Blättern im Gipfelbereich der Pflanzen, später wird die ganze Pflanze inklusive Blüten und Dolden besiedelt. Ab September bilden sich geflügelte Weibchen und später geflügelte Männchen, die zum Winterwirt fliegen und dort Eier, meist zwischen Knospen und Zweige, legen.

### Merkmale

#### Ungeflügelte Form
Auf dem Winterwirt ist die Farbe hellgrün mit grünem Rückenstreifen. Auf dem Hopfen dagegen sind sie fast komplett weiß. Sie sind etwa 2,1 bis 3 mm lang, ihre Hinterleibsröhren sind zylindrisch.

#### Geflügelte Form (Aphisfliege)
Kopf und Brust sind bei ihnen dunkelbraun gefärbt. Er hat braune, strichförmige Zeichnungen auf dem Rücken und seine Beine sind auffallend länger als die der Ungeflügelten.<refname=eickel/>

## Bedeutung im Hopfen
Ein Befall des Kulturhopfens in Hopfenanbaugebieten tritt jedes Jahr auf. Es werden alle Hopfensorten befallen, der Schaden ist jedoch bei Hochalphasorten in der Regel deutlich größer. Einzelne Sorten, insbesondere die Sorte Spalter Select, weisen eine hohe Toleranz gegen die Hopfenblattlaus auf. Die Hopfenblattlaus wird im Hopfenanbau durch den Einsatz von Pflanzenschutzmitteln bekämpft, um Ertrags- und Qualitätsverluste zu verhindern.

### Schadbild
Die Hopfenblattlaus schädigt den Hopfen auf zwei Arten. Erstens durch ihre Saugtätigkeit an den Blüten, Fruchtständen und Blättern, welche Nährstoffe entzieht und so die Pflanze schwächt. Zweitens kann es zu einer indirekten Schädigung kommen durch die mögliche Übertragung von Viren, beispielsweise des Hopfen-Mosaikvirus, sowie durch die Besiedelung der Pflanzen mit Rußtaupilzen auf den Ausscheidungen der Läuse (Honigtau).

### Natürliche Gegenspieler
Fraßfeinde der Hopfenblattlaus sind Marienkäfer (Larven und Adulte), Blumenwanzen (Larven und Adulte), Larven von Florfliegen und Larven von Schwebfliegen. Einen Sonderfall unter den Nützlingen stellt der Asiatische Marienkäfer Harmonia axyridis dar. Die Fraßleistung des Asiatischen Marienkäfers ist deutlich höher als jene der bekannten heimischen Arten, wie die des Siebenpunkts und kann großen Einfluss auf die Entwicklung von Blattlauspopulationen haben. Allerdings fressen diese Marienkäfer bei ungenügender Nahrungsgrundlage u. a. auch andere Marienkäferlarven und verdrängen mit ihrer Dominanz die heimischen Arten.